# Democracia Guiada na Indonésia
Democracia Guiada (em indonésio:  Demokrasi Terpimpin) foi o sistema político vigente na Indonésia de 1957 até o início da Nova Ordem em 1966. Tratou-se uma ideia concebida pelo presidente Sukarno para tentar trazer estabilidade política ao país. Sukarno acreditava que o sistema parlamentar implementado durante o período da democracia liberal era ineficaz devido à situação política divisiva na Indonésia na época. Em vez disso, buscou um sistema baseado no processo de discussão tradicional e consenso, que ocorreu sob a orientação dos anciãos das aldeias. Com a introdução deste sistema, a Indonésia retornou ao presidencialismo e Sukarno tornou-se o líder do governo novamente.
Sukarno propôs uma combinação de nasionalisme ('nacionalismo'), agama ('religião') e komunisme ('comunismo') em um conceito governamental cooperativo Nas-A-Kom (ou Nasakom) visando apaziguar as três principais facções da política indonésia - as forças armadas, os grupos islâmicos e os comunistas. Com o apoio dos militares, ele proclamou em fevereiro de 1957, "Democracia Guiada", e propôs um gabinete representando todos os principais partidos políticos (incluindo o Partido Comunista da Indonésia, embora estes últimos nunca tivessem funções funcionais no gabinete).